# Karaknalli, Homnabad
Karaknalli là một làng thuộc tehsil Homnabad, huyện Bidar, bang Karnataka, Ấn Độ.